# Peltrax-Club sportif de Dammarie-lès-Lys
 (juillet 2014).
Si vous disposez d'ouvrages ou d'articles de référence ou si vous connaissez des sites web de qualité traitant du thème abordé ici, merci de compléter l'article en donnant les références utiles à sa vérifiabilité et en les liant à la section « Notes et références ».
Le Peltrax-Club sportif de Dammarie-lès-Lys (Peltrax-CS Dammarie-lès-Lys) est un club de cyclisme basé à Dammarie-les-Lys, dans le département de Seine-et-Marne en France. Il fait partie de la Division nationale 2 de la Fédération française de cyclisme en cyclisme sur route.

## Principales victoires
- Championnat de France de cyclo-cross : 2015 (Clément Lhotellerie)

## Peltrax-CS Dammarie-lès-Lys en 2014
| Cycliste               | Date de naissance | Nationalité | Équipe 2013             |
| ---------------------- | ----------------- | ----------- | ----------------------- |
| Antoine Bravard        | 2 décembre 1992   | France      |                         |
| Thomas Brebant         | 3 février 1995    | France      |                         |
| Sébastien Failla       | 26 octobre 1991   | France      |                         |
| Romain Fondard         | 25 janvier 1985   | France      | SCO Dijon               |
| Jérôme Grévin          | 8 novembre 1975   | France      | EC Raismes Petite-Forêt |
| Pierre Lebreton        | 30 mars 1990      | France      |                         |
| Joseph Lemoine         | 22 juillet 1982   | France      |                         |
| Frédéric Leproux       | 23 juin 1994      | France      |                         |
| Clément Lhotellerie    | 9 mars 1986       | France      | Colba-Superano Ham      |
| Erwann Lollierou       | 9 décembre 1978   | France      |                         |
| Charlie Millot         | 28 juillet 1988   | France      | UC Nantes Atlantique    |
| Kévin Perron           | 15 mai 1989       | France      |                         |
| Thomas Peyroton-Dartet | 9 juillet 1985    | France      |                         |
| Samuel Plouhinec       | 5 mars 1976       | France      |                         |
| Alexandre Riegert      | 3 novembre 1985   | France      | VC Toucy                |
| Jayson Rousseau        | 4 mai 1994        | France      | Armée de Terre          |

### Victoires 2015
| Date       | Course                               | Pays   | Classe | Vainqueur           |
| ---------- | ------------------------------------ | ------ | ------ | ------------------- |
| 11/01/2015 | Championnat de France de cyclo-cross | France | CN     | Clément Lhotellerie |